# Francesco Gamba
Francesco Gamba (La Spezia, 15 ottobre 1926 – Milano, 13 febbraio 2012) è stato un fumettista italiano.
Con oltre ventunmila tavole realizzate è il più prolifico disegnatore nella storia della Sergio Bonelli Editore.

## Biografia
Esordisce nel 1947 disegnando la serie a fumetti di Razzo Bill edita dalle Edizioni Alpe; nel 1949 disegna la serie Mascotte per le Edizioni Ippocampo e, nel 1950, subentra come disegnatore a Antonio Canale nella serie Yorga, scritta da Gianluigi Bonelli e pubblicata dall'editore Gino Casarotti. Dal 1950 al 1954 fu nello staff di disegnatori della serie di Pecos Bill scritta da Guido Martina per gli Albi d'Oro pubblicato dalla Mondadori inoltre realizza illustrazioni per libri per bambini editi dalla Editrice Boschi e per libri di avventura.
Nel 1956 entra stabilmente nella casa editrice Audace della famiglia Bonelli, per la quale disegna serie western come Terry, nel 1956, e Yado, nel 1957, insieme a Gianluigi Bonelli e Rocky Starr con Andrea Lavezzolo per il quale, nel 1958, insieme al cugino Pietro Gamba, disegna la serie Piccolo Ranger; per la Bonelli disegna anche per le serie Tex negli anni sessanta, Zagor negli anni settanta e, dal 1990, i numeri annuali della serie dedicata al personaggio di Cico; inoltre disegna gli episodi di River Bill, su testi di Guido Nolitta e Mauro Boselli, pubblicato nella collana Tutto West. Nel 2006 disegna anche una storia con il Comandante Mark per il 40º anniversario del personaggio, il racconto Commerci pericolosi su testi di Davide Rigamonti pubblicato su Mark numero 52 edito da IF Edizioni.
Ha lavorato anche per il mercato francese.
Morì dopo, una breve malattia, il 13 Febbraio 2012.

### Rivalutazione critica
Negli ultimi anni l'opera di Francesco Gamba ha conosciuto una nuova attenzione da parte della critica. Alcuni suoi lavori sono stati esposti in rassegne dedicate al Romanticismo italiano, in particolare al Museo di Palazzo Madama di Torino e presso la GAM. È stato riscoperto anche come precursore dell'en plein air, con accostamenti alla Scuola di Posillipo.